# Mantispa completa
Mantispa completa is een insect uit de familie van de Mantispidae, die tot de orde netvleugeligen (Neuroptera) behoort. 
Mantispa completa is voor het eerst wetenschappelijk beschreven door Banks in 1920.